# Barbara Sanguszko

Armas de Pogoń Litewska

Barbara Urszula Sanguszko, nacida como Barbara Dunin —4 de febrero de 1718-2 de octubre de 1791, Varsovia— fue una noble, poeta, traductora y moralista durante la Ilustración en Polonia. Organizó e hizo de anfitriona en un salón en Poddębice, donde la reunión de intelectuales, artistas y políticos se inspiró en los salones franceses del siglo XVIII. Fue la tercera esposa del duque Pawel Karol Sanguszko (1682-1750).

## Familia
Era la hija de Jakub Dunin (fallecido en 1730) y Marianna, née Grudzińska (fallecida en 1727). Huérfana a temprana edad, fue criada por su madrastra, Helena née Potocka (hija de Jerzy Potocki). Tras ser instruida en el hogar se casó en 1735 como la tercera esposa del mucho mayor Gran Mariscal de Lituania, quien, Duque Pawel Karol Sanguszko (1682-1750). De los diez hijos que tuvieron, seis sobrevivieron. Estos incluyeron:
- Anna (1739@–1766)
- Józef Paulin Sanguszko (1740@–1781)
- Krystyna Justyna (1741@–1778), mujer de Franciszek Bielińesquí, padres de Tekla Teresa Lubienska
- Hieronim Janusz (1743@–1812)
- Kunegunda
- Janusz Modesto (1749@–1806)

## Trayectoria social
El 3 de mayo de 1745 se le otorgó la Orden Austriaca de la Cruz Estrellada. Apenas cinco años después, el 15 de abril de 1750 enviudó. Se hizo cargo de la gestión de los asuntos de su difunto esposo, especialmente de la educación de sus hijos. Ese mismo año obtuvo los servicios de un maestro francés, C.F Pyrrhys de Varille, el cual permaneció en la finca de Lubartów prácticamente de forma continua hasta que ella murió. Tras el matrimonio de su hija Krystyna con Francis Bieliński en 1763, estableció el palacio de Bielinski en Warsaw como su lugar de residencia. Tras la prematura muerte de su hija Krytyna se hizo cargo de su nieta, Tekla Teresa, a quien educó a la manera francesa. Cada dos años, durante los meses de verano, organizaba una reunión de las élites de la Ilustración en Poddębice, al cual asistían invitados distinguidos. Inspirado en una reunión francesa del siglo XVIII, acogía intelectuales, artistas y políticos. Entre sus invitadas estaban Stanislaw August Poniatowski, el futuro rey e Ingacy Krasicki. Junto con Bona Granowska y su hermana, Maria Lanckorońska, formó ‘la trinidad de las devotas damas’, famosas por su devoción y altruismo. Barbara Sanguszko fue homenajeada por su generosidad. No solo recuperó muchas iglesias y conventos católicos, sino que también puso las bases de nuevas casas religiosas, incluyendo iglesias ortodoxas. En su instigación, el Papa Pío VI concedió indulgencias por bula papal a cuatro parroquias.
Teniendo en cuenta el futuro de sus hijos y de la finca familiar, tomó parte activa en la vida política de su país. Se encargó de asistir a palamentos y tribunales. Sus veladas engendraron las futuras iniciativas teatrales del palacio de Lazienki. Fue anfitriona de eventos lujosos en el palacio Sajón, incluyendo ilustraciones, conciertos y bailes para dignatarios de la época. Este hecho aseguró su asistencia a la coronación del rey Stanislas August. Aparte de su propiedad en Warsaw, fue dueña de fincas en Szymanów, Zasław, Lubartów y Poddębice. Viajó extensamente por Polonia incluyendo Gdańsk, Białystok, Berdyczów, y del extranjero a Roma.

## Escritos

### Traducciones
Barbara Sanguszko tradujo al polaco dos tratados religiosos de Luise de La Vallière, antigua amante real francesa convertida en monja Carmelita, publicados en Lublin en 1743. Tradujo una serie de reflexiones sobre temática religiosa y moral del Cardenal Giovanni Bona. En la década de 1760, tradujo un manual de medicina que le había encargado su médico personal, el doctor Francis Curtius. Esto fue seguido, en 1788, por una traducción de la pesada, de dos volúmenes, novela contra Voltaire Le Comte de Valmont, ou, Les égaremens de la raison de Philippe Louis Gérard.

### Obras originales
- En 1755, escribió una Guía para madres cuyas hijas están a punto de casarse:[7] Nauka matki córce swojej idącej za mąż dana, a przez osobę wielce szanującą takie dla dzieci nauki do druku podana, Varsovia: 1756; 2a edición: Leópolis, 1760 bajo el título revisado, Uwagi pewnej chwalebnej matki, godnej córce swojej, gdy ją za mąż wydawała, na pożegnanie podane – Las observaciones de una cierta dichosa madre a su hija como despedida ante su matrimonio; reeditado, Varsovia: 1763; Chełm: 1772 ; Kalisz: 1783 (como anteriormente); publicado de forma anónima.
- Wiersze w rozmaitych materiach. - 'Poemas sobre una variedad de temas', (intro. I. Krasicki – editor no identificado).
- Un fragmento de un poema de Sanguszko (traducción de una carta de Federico II a su hermano) fechado de 1760.[8]

### Correspondencia
1. Correspondencia con Janusz Aleksander Sanguszko, su hijastro, desde 1754[9]
2. A Antoni Lubomirski, voyevod de Lublin, fechada el 23 de abril de 1754[10]
3. A Adam Krasinski, 2 cartas del 16 de agosto y del 24 de noviembre de 1769[11]
4. A Stanisław August Poniatowski: desde 1763.[12]
5. A Stanisław August Poniatowski y A. Mokronowski, 2 cartas sin fechar[13]
6. A Paweł Benoē[14]